# ISO 3166-2:IO
Die zur Kennzeichnung geografischer Einheiten dienende Liste der ISO 3166-2-Codes für das Britische Territorium im Indischen Ozean enthält ausschließlich den Code für das Britische Territorium im Indischen Ozean. Es existieren keine weiteren Unterteilungen.

Dieser Code besteht nur aus einem Teil. Dieser gibt den Code gemäß ISO 3166-1 (für das Britische Territorium im Indischen Ozean IO) wieder.
Die aktuellen Codes stehen auf der Seite der ISO unter #iso:code:3166:IO zur Verfügung.